# Maida Vale
Maida Vale är en del av en befolkad plats i Australien. Den ligger i kommunen Kalamunda och delstaten Western Australia, omkring 16 kilometer öster om delstatshuvudstaden Perth. Antalet invånare är 4 298.
Runt Maida Vale är det tätbefolkat, med 459 invånare per kvadratkilometer.. Närmaste större samhälle är Perth, omkring 16 kilometer väster om Maida Vale.
I omgivningarna runt Maida Vale växer huvudsakligen savannskog. Genomsnittlig årsnederbörd är 951 millimeter. Den regnigaste månaden är september, med i genomsnitt 168 mm nederbörd, och den torraste är februari, med 12 mm nederbörd.